# Avianca Guatemala
Aviateca S.A., bekend als Avianca Guatemala, is een Guatemalteekse luchtvaartmaatschappij. De maatschappij heeft haar hub op de Internationale luchthaven La Aurora en vliegt binnen Midden- en Zuid-Amerika. Avianca Guatemala maakt deel uit van de Avianca Group.

## Geschiedenis
Avianca Guatemala werd in 1929 als Aerovías de Guatemala opgericht en is daarmee de oudste en eerste luchtvaartmaatschappij van Guatemala. Op 14 maart 1945 werd de maatschappij genationaliseerd en werd Empresa Guatemalteca de Aviación S.A. afgekort tot Aviateca S.A.. Later werd de maatschappij onderdeel van de Grupo TACA. Deze groep werd Avianca Holdings waarmee Aviateca op 23 mei 2013 de naam Avianca Guatemala kreeg.
In maart 2021 staakte Avianca Guatemala haar eigen vluchten en werden deze overgenomen door Avianca. In december 2022 ging Avianca Guatemala weer zelf vliegen.

## Vloot

### Huidige vloot
De vloot van Avianca Guatemala bestaat uit de volgende toestellen (oktober 2024):
| Type            | In dienst | Orders | Opmerkingen |
| --------------- | --------- | ------ | ----------- |
| Airbus A320-200 | 1         | —      | Reg. N538AV |
| Totaal          | 1         | —      |             |

### Voormalige vloot
De vloot van Avianca Guatemala bestond ook uit de volgende toestellen:
| Type                                | Aantal | In dienst | Uitgefaseerd | Opmerkingen                               |
| ----------------------------------- | ------ | --------- | ------------ | ----------------------------------------- |
| Airbus A319-100                     | 2      | 2006      | 2007         | Uitgevoerd door TACA Airlines             |
| ATR 42-300QC                        | 3      | 2006      | 2017         |                                           |
| ATR 72-600                          | 4      | 2014      | 2021         |                                           |
| BAC One-Eleven Series 500           | 4      | 1970      | 1980         |                                           |
| Boeing 720                          | 3      | 1977      | 1979         |                                           |
| Boeing 727-100C                     | 4      | 1979      | 1989         |                                           |
| Boeing 737-200                      | 12     | 1990      | 2004         |                                           |
| Boeing 737-300                      | 9      | 1989      | 1996         |                                           |
| Convair CV-440                      | 4      | 1954      | 1979         |                                           |
| Curtiss C-46 Commando               | 6      | 1949      | 1975         |                                           |
| Douglas C-47 Skytrain               | 11     | 1945      | 1981         |                                           |
| Douglas C-54 Skymaster              | 2      | 1954      | 1970         |                                           |
| Douglas DC-2                        | 2      | 1945      | 1952         |                                           |
| Douglas DC-6                        | 10     | 1965      | 1984         |                                           |
| Douglas DC-8-61                     | 1      | 1988      | 1989         | Geleased van Trans International Airlines |
| Fairchild C-82 Packet               | 5      | 1957      | 1961         |                                           |
| Fokker F-27 Friendship              | 3      | 1978      | 1987         |                                           |
| Fokker F-28 Fellowship              | 1      | 1974      | 1976         | Geleased van Fokker                       |
| Hawker Siddeley HS 748              | 1      | 1975      | 1975         | Geleased van Midwest Aviation             |
| Lockheed L-1049 Super Constellation | 1      | 1972      | 1972         | N6932C                                    |

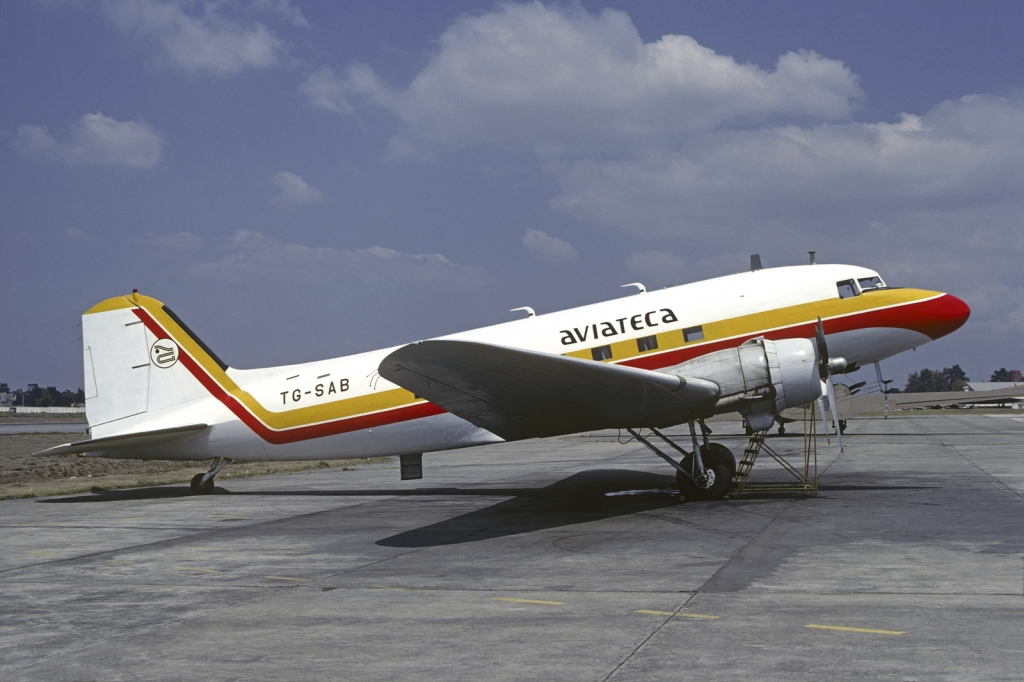
Douglas DC-3
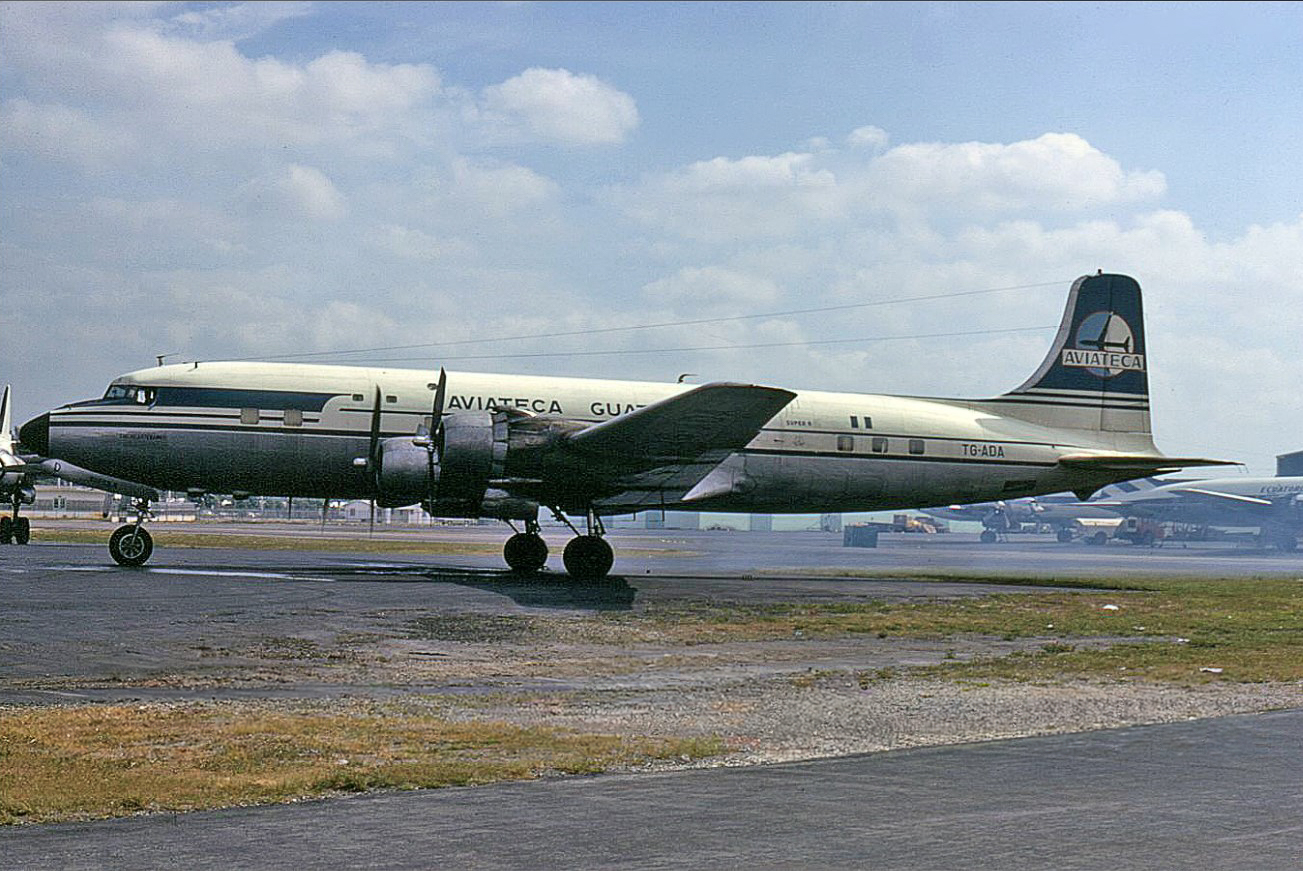
Douglas DC-6
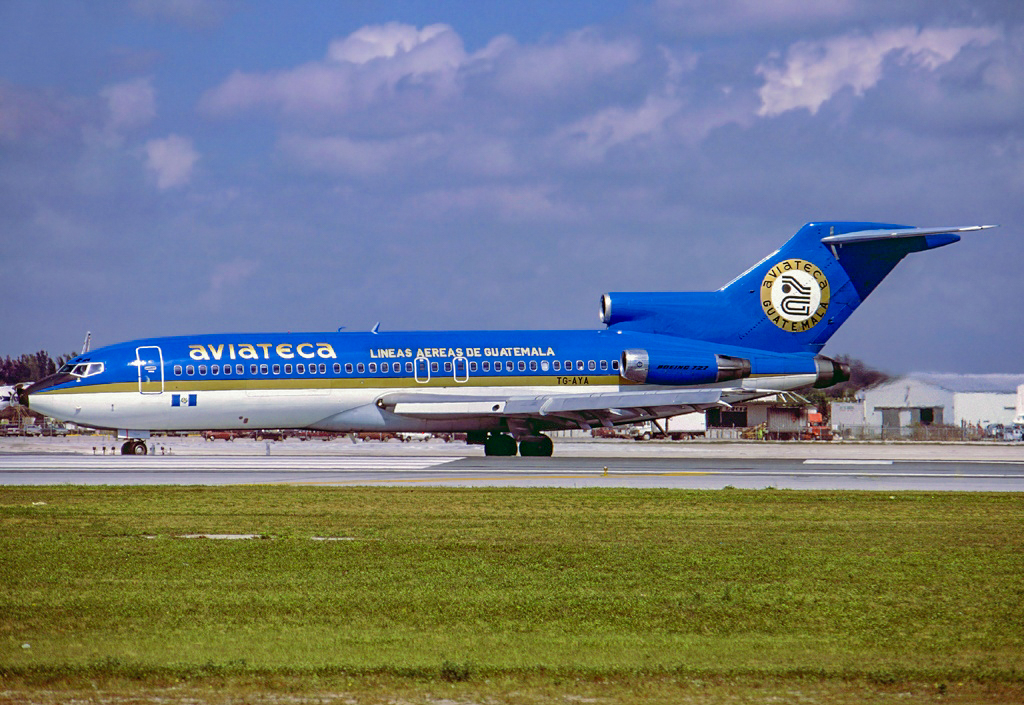
Boeing 727-100C
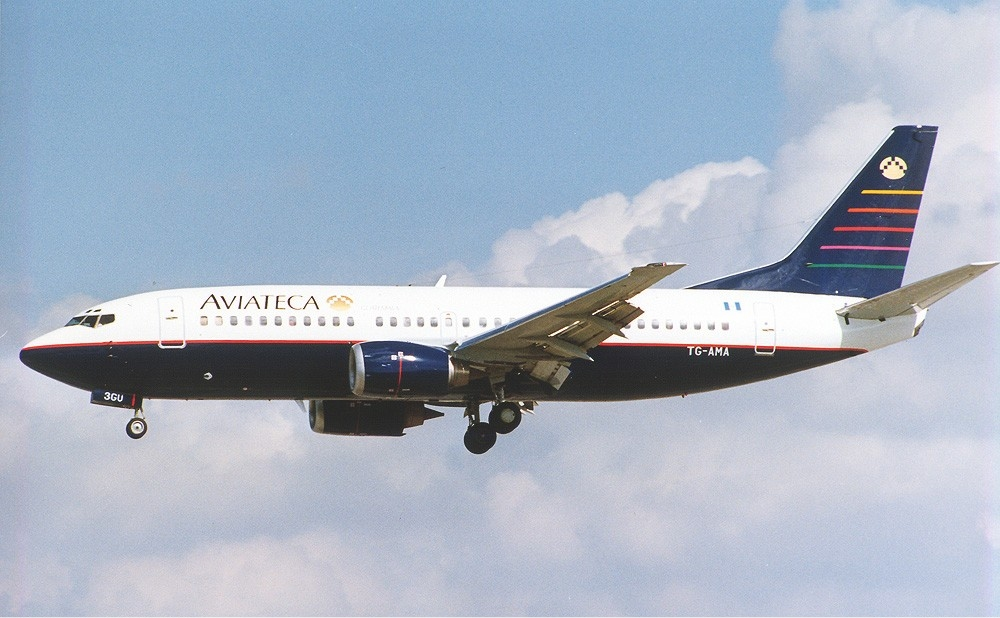
Boeing 737-300
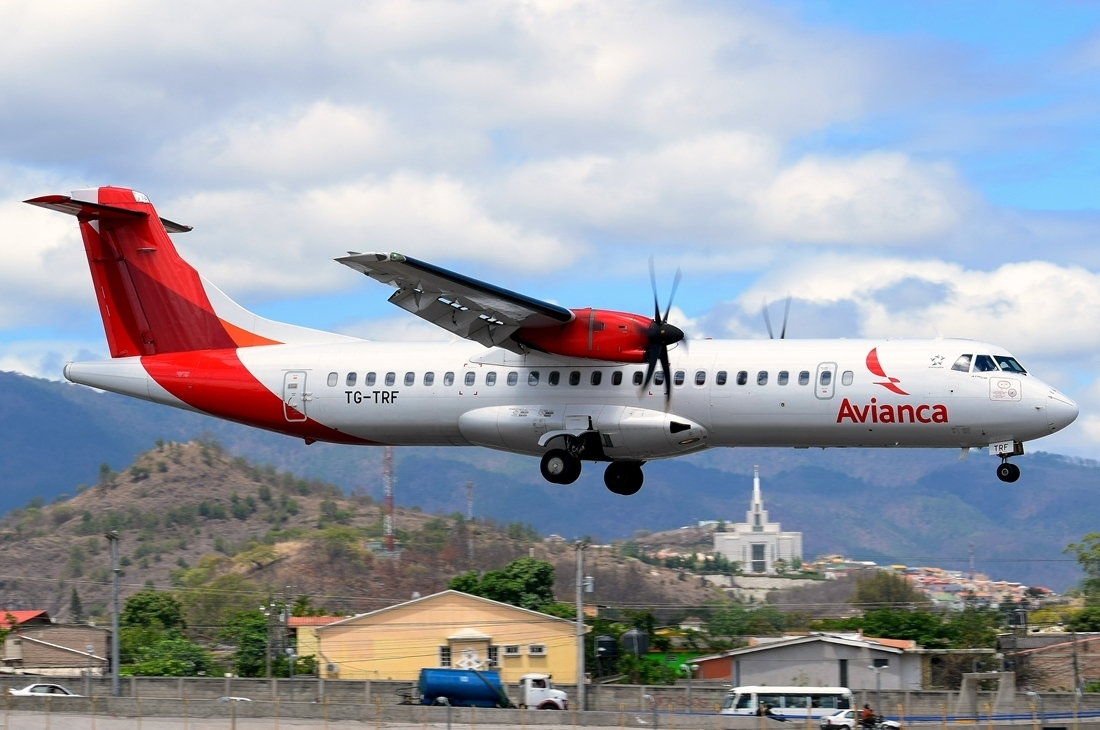
ATR 72-600

## Bestemmingen
Avianca Guatemala vliegt naar de volgende bestemmingen (oktober 2024):
| Land        | Stad           | Luchthaven                           | Opmerkingen |
| ----------- | -------------- | ------------------------------------ | ----------- |
| Colombia    | Bogotá         | Aeropuerto Internacional El Dorado   |             |
| El Salvador | San Salvador   | Luchthaven El Salvador               |             |
| Guatemala   | Flores         | Internationale luchthaven Mundo Maya | basis       |
| Guatemala   | Guatemala-Stad | Internationale luchthaven La Aurora  | hub         |

## Incidenten en ongevallen
- Op 17 februari 1975 brandde een Douglas C-47A met registratie TG-AMA af op de luchthaven van Petén nabij Tikal.[11]
- Op 18 november 1975 stortte een Douglas C-47A neer tijdens een vlucht van Uaxactun naar Flores.[12] Vijftien van de 22 inzittenden kwamen om het leven.
- Op 27 april 1977 stortte een Convair CV-240 neer in de buurt van Guatemala-Stad.[13] De 28 personen in het toestel met registratie TG-ACA kwamen om.
- Op 9 augustus 1995 stortte een Boeing 737-200 met registratie N125GU neer op de San Vicente, een vulkaan in El Salvador.[14] Alle 65 inzittenden van Aviateca-vlucht 901 kwamen om het leven.[15] Het is daarmee de ergste vliegramp in de Salvadoraanse geschiedenis.[16][17]